# Mountain (игра)
Mountain (с англ. — «Гора») — компьютерная игра в жанре симулятор, созданная независимым разработчиком Дэвидом О’Райли и выпущенная компанией Double Fine Productions. Mountain представляет собой кликер, где фактически игрок не может оказывать какое либо влияние на игру за исключением необходимости нарисовать несколько объектов в самом начале. Игра предназначена для работы в фоновом режиме, пока игрок пользуется другими программами или приложениями.

## Игровой процесс
Сама игра Mountain описана её создателем, как симулятор горы для расслабления. Игрок почти никак не может влиять на игровой процесс. При запуске, игрок должен дать ответы на ряд вопросов, которые О’Райли описал, как «наиболее психологически агрессивные, чем все, что Facebook хочет о вас знать». Затем перед игроком появляется гора, плавающая в космическом пространстве и окружённая защитной атмосферой. Игрок может увеличивать и вращать камеру, пугать птиц на горе, не может как либо влиять на саму гору. Игра настроена на фоновый режим, когда игрок выполняет другие действия на своем компьютере.
Гора вращается, проходит через цикл дня и ночи, а также времён года, в один момент она зелёная, в другой момент листва на её деревьях падает, а затем гора покрывается снегом, который затем тает, растения растут и увядают и так далее. На поверхность горы также периодически падают предметы, от которых невозможно избавиться, но можно нажимать на предметы и они будут коротко взлетать, или же издавать звуки. В игре имеется два особых предмета; бомба, которая может взрываться, а также граммофон, воспроизводящий старые мелодии. Время от времени, в строке наверху от экрана появляются мысли горы. Примерно через 50 часов игры, гора встречает свой конец, врезаясь в мимо проходящую гигантскую звезду. Тогда игра предлагает прохождение уровня заново.

## Разработка и выпуск

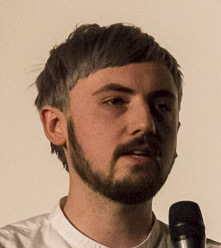
Дэвид О’Райли, создатель игры

Созданием игры занимался независимый разработчик Дэвид О’Райли, который изначально работал над рядом вымышленных игр для фильма «Она» 2013 года выпуска. После окончания съёмок, О’Райли был заинтересован в создании полноценной игры, желая «исследовать шаблоны и повторение ими какого либо действия». Он рассматривал идею создать симулятор горы, так как видел в горах некое грандиозное и одновременно умиротворённое явление. «Мы люди, чувствуем себя значимыми, потому, что строим великие сооружения, но факт в том, что горы затмевают нас своим величием». О’Райли также заметил, что «горы не поддаются человеческому овеществлению, так как они не могут кому либо принадлежать или помещаться в музей». Создатель описывал свою игру, как «визуальное молчание», которое «учит отказываться от контроля, а наоборот просто наблюдать за симуляцией». В будущем, О’Райли желал дальше продвигать похожею философию, что вылилось в разработку игры Everything.
Чтобы создать игру, О’Райли принялся изучать игровой движок Unity, однако заручился поддержкой со стороны программиста Дэмиена Ди Феде, который прописал большею часть кодирования.
О’Райли продемонстрировал игру на выставке Horizon, проходившей в музее современного искусства в Лос-Анджелесе, а затем через неделю на выставке Electronic Entertainment Expo 2014. Издателем выступила Double Fine Productions под лейблом Double Fine Presents, ориентированным на небольшие инди-игры.
Первоначально игра была выпущена 1 июля 2014 года для таких платформ, как Microsoft Windows, OS X, Linux и iOS. Android-версия была выпущена 19 августа 2014 года в связи с затратами на приобретения Unity плагина на Android. О’Райли изначально задумывал свою игру, как фоновое приложение для персональных компьютеров, поэтому на потратил много времени на оптимизацию игры для iOS с помощью движка Unity. Тем не менее Mountain при её выпуске оказалась одной из самых продаваемых игр в магазинах приложений, что побудило О’Райли заняться дополнительной оптимизацией игры для iOS, с также разработать версию для Android.

## Восприятие
| Иноязычные издания | Иноязычные издания |
| Издание            | Оценка             |
| ------------------ | ------------------ |
| Kill Screen        | [ 11 ]             |
| The Escapist       | [ 12 ]             |

Игру в целом похвалили игровые критики за её необычную концепцию. Например критик Kill Screen заметил, что игра воплощает созерцательный мир природы, на чью безмятежность постоянно посягают человеческие технологии. Тем не менее из-за невозможности как либо влиять на игровой процесс, многие игроки были в итоге разочарованы, называя Mountain скорее заставкой, а не игрой. Зак Котцер с сайта Vice сравнил игру с игрушками «Тамагочи», хотя ему не требовалось постоянно следить за состоянием персонажам, вместо этого игрок может зам решать, когда ему стоит проверить, на сколько продвинулась гора. Другие критики описали игру, как пассивную версию Katamari Damacy, где игрок должен просто наблюдать за тем, как гора постепенно накапливает вещи. Некоторые рецензенты сочли игру претенциозной; Бен Кечура с сайта Polygon подозревает, что игра может быть просто шуткой со стороны О’Райли и заметил, что не испытывал того чувства удивления, что и другие журналисты, расхвалившие игру.
Летом 2018 года, благодаря уязвимости в защите Steam Web API, стало известно, что точное количество пользователей сервиса Steam, которые играли в игру хотя бы один раз, составляет 375 718 человек.